# Grand Prix automobile de France 1913

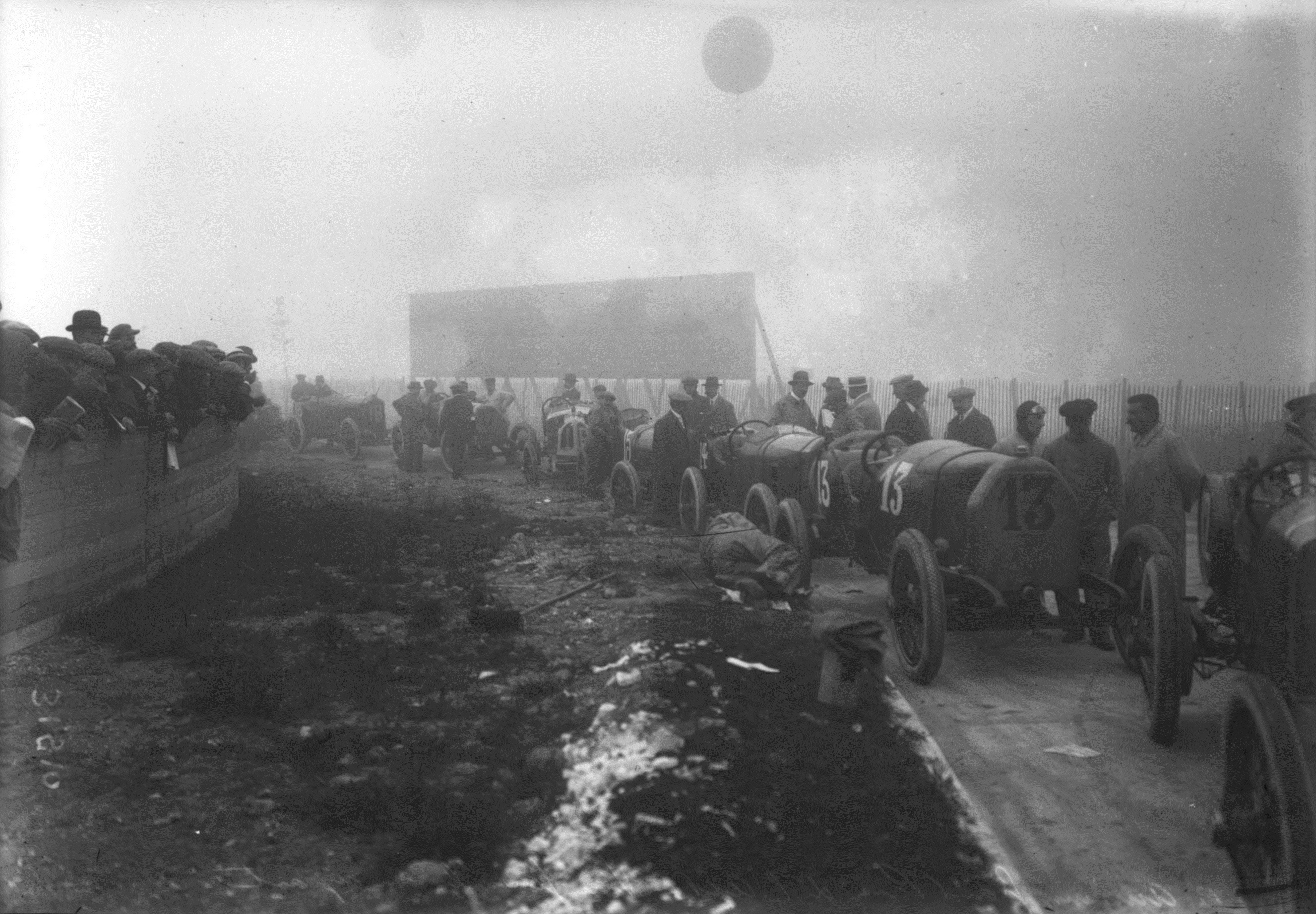
Les voitures du GP 1913 alignées avant la grille de départ.

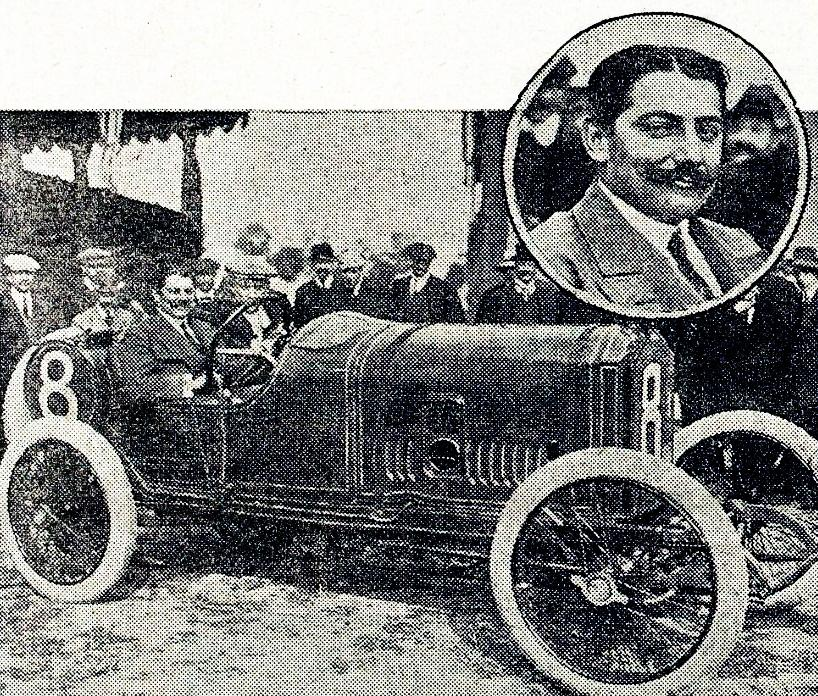
Georges Boillot, le vainqueur du Grand Prix sur Peugeot.

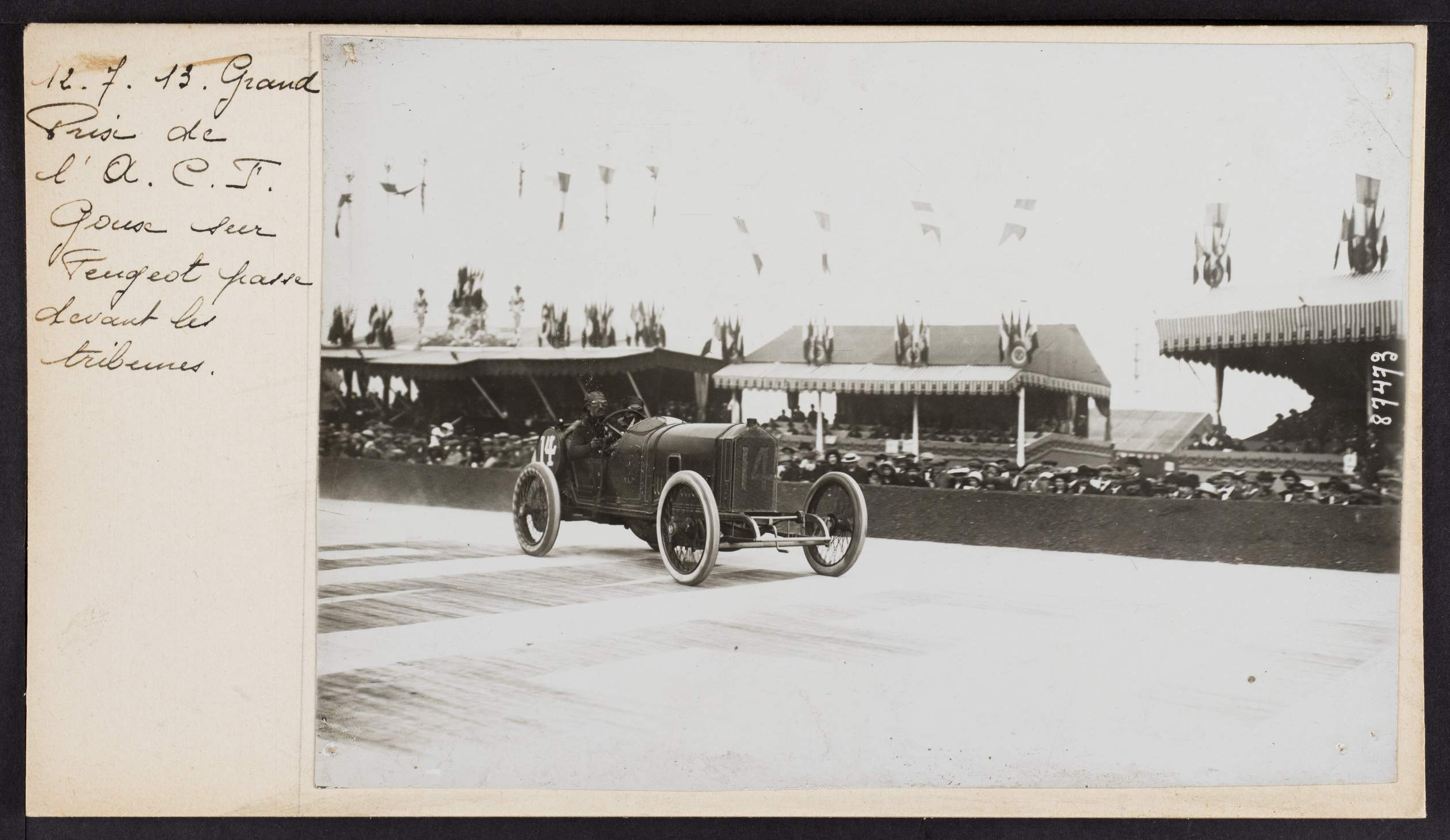
Jules Goux passe devant les tribunes.

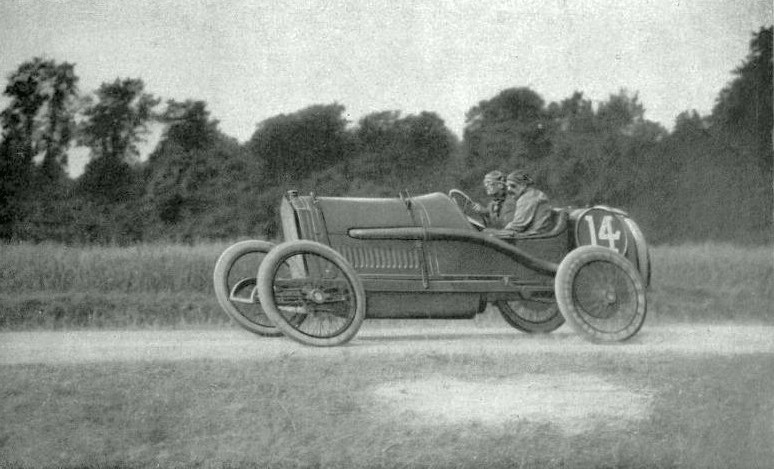
Jules Goux, deuxième du Grand Prix lui aussi sur Peugeot.

Le Grand Prix automobile de France 1913 est un Grand Prix organisé par l'Automobile Club de France qui s'est tenu à Amiens, sur des routes départementales, le 12 juillet 1913. Le circuit formait un triangle de 31,62 km reliant trois communes : Longueau, Moreuil et Domart-sur-la-Luce. L'organisation avait été confiée à l'Automobile Club de Picardie sous la présidence du magistrat amiénois Eugène Vasselle.

## Voir aussi

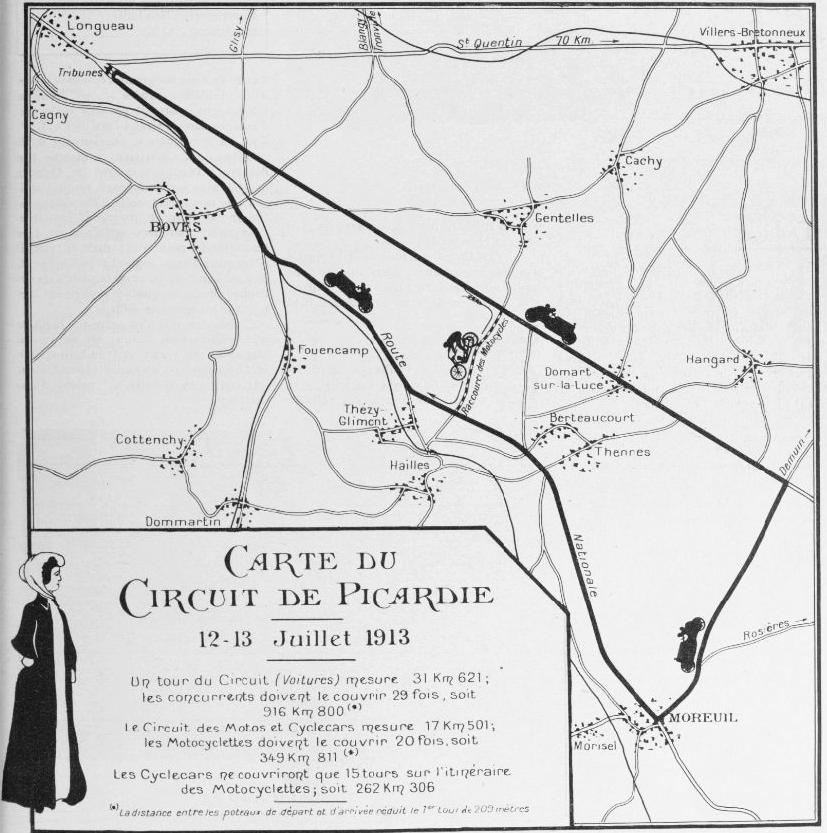
Le circuit de Picardie en 1913.

## Classement
| Pos. | no | Pilote              | Châssis      | Tours | Temps/Abandon       |
| ---- | -- | ------------------- | ------------ | ----- | ------------------- |
| 1    | 8  | Georges Boillot     | Peugeot      | 29    | 7 h 53 min 56 s 8   |
| 2    | 14 | Jules Goux          | Peugeot      | 29    | + 2 min 25 s 6      |
| 3    | 15 | Jean Chassagne      | Sunbeam      | 29    | + 12 min 23 s 4     |
| 4    | 2  | Paul Bablot         | Delage       | 29    | + 22 min 16 s 8     |
| 5    | 10 | Albert Guyot        | Delage       | 29    | + 24 min 2 s 0      |
| 6    | 9  | Dario Resta         | Sunbeam      | 29    | + 29 min 41 s 6     |
| 7    | 16 | René Champoiseau    | Th Scheider  | 29    | + 50 min 40 s 4     |
| 8    | 5  | Josef Christiaens   | Excelsior    | 29    | + 1 h 3 min 26 s 8  |
| 9    | 20 | René Thomas         | Th Scheider  | 29    | + 1 h 10 min 15 s 4 |
| 10   | 6  | René Croquet        | Th Scheider  | 29    | + 1 h 18 min 55 s 8 |
| 11   | 11 | Sigurd Hornsted     | Excelsior    | 29    | + 1 h 43 min 43 s 8 |
| Abd. | 19 | Kenelm Lee Guinness | Sunbeam      | 15    | Accident            |
| Abd. | 17 | Antonio Moriondo    | Itala        | 13    | Suspension          |
| Abd. | 7  | Felice Nazzaro      | Itala        | 12    | Suspension          |
| Abd. | 4  | Dragutin Esser      | Mathis       | 8     | Vanne               |
| Abd. | 46 | Gustave Caillois    | Sunbeam      | 4     | Roue                |
| Abd. | 12 | Fernand Gabriel     | Th Schneider | 3     | Carburateur         |
| Abd. | 3  | Carl Jörns          | Opel         | 1     | Moteur              |
| Abd. | 18 | Delpierre           | Peugeot      | 1     | Accident            |
| Abd. | 13 | H. Pope             | Itala        | 1     | Moteur              |

- Légende : Abd.=Abandon.

## Record du tour
- Paul Bablot, sur la nouvelle Delage type Y à 4 soupapes, en 15 min 22 s.